# 哈特基兴
哈特基兴是奥地利上奥地利州埃弗丁县的一个市镇。总面积39平方公里，总人口4172人，人口密度107.0人/平方公里（2005年）。